# Campeonato Mundial de Esquí Nórdico 2013 – Trampolín normal individual femenino
El evento de Trampolín normal individual femenino del Campeonato Mundial de Esquí Nórdico de 2013 se llevó a cabo el 22 de febrero de 2013.

## Resultado
| Pos.              | Nº | Nombre                     | Nacionalidad    | 1º ronda Distancia (m) | 1º ronda Puntos | 1º ronda Posición | Ronda final Distancia (m) | Ronda final Puntos | Ronda final Posición | Puntos totales |
| ----------------- | -- | -------------------------- | --------------- | ---------------------- | --------------- | ----------------- | ------------------------- | ------------------ | -------------------- | -------------- |
| Medalla de oro    | 42 | Sarah Hendrickson          | Estados Unidos  | 106.0                  | 127.4           | 1                 | 103.0                     | 126.3              | 2                    | 253.7          |
| Medalla de plata  | 43 | Sara Takanashi             | Japón           | 104.5                  | 124.1           | 2                 | 103.0                     | 126.9              | 1                    | 251.0          |
| Medalla de bronce | 40 | Jacqueline Seifriedsberger | Austria         | 104.0                  | 118.7           | 3                 | 98.5                      | 118.5              | 3                    | 237.2          |
| 4                 | 41 | Coline Mattel              | Francia         | 104.0                  | 118.2           | 4                 | 95.5                      | 111.3              | 5                    | 229.5          |
| 5                 | 37 | Carina Vogt                | Alemania        | 99.5                   | 115.6           | 5                 | 96.0                      | 109.8              | 6                    | 225.4          |
| 6                 | 34 | Jessica Jerome             | Estados Unidos  | 100.0                  | 111.8           | 6                 | 98.0                      | 113.1              | 4                    | 224.9          |
| 7                 | 39 | Anette Sagen               | Noruega         | 97.0                   | 105.3           | 8                 | 94.5                      | 108.0              | 7                    | 213.3          |
| 8                 | 33 | Evelyn Insam               | Italia          | 96.0                   | 106.1           | 7                 | 92.5                      | 104.4              | 12                   | 210.5          |
| 9                 | 6  | Chiara Hölzl               | Austria         | 95.5                   | 98.9            | 12                | 94.5                      | 105.4              | 10                   | 204.3          |
| 10                | 13 | Julia Kykkänen             | Finlandia       | 92.5                   | 103.2           | 9                 | 90.0                      | 100.0              | 17                   | 203.2          |
| 11                | 14 | Ulrike Gräßler             | Alemania        | 89.5                   | 98.0            | 13                | 95.0                      | 103.9              | 13                   | 201.9          |
| 12                | 26 | Elena Runggaldier          | Italia          | 89.0                   | 97.2            | 16                | 93.0                      | 103.7              | 14                   | 200.9          |
| 13                | 35 | Špela Rogelj               | Eslovenia       | 91.0                   | 95.6            | 20                | 93.5                      | 104.8              | 11                   | 200.4          |
| 13                | 11 | Irina Avvakumova           | Rusia           | 94.0                   | 102.1           | 10                | 91.0                      | 98.3               | 21                   | 200.4          |
| 15                | 28 | Atsuko Tanaka              | Canadá          | 92.0                   | 97.3            | 15                | 93.0                      | 102.9              | 15                   | 200.2          |
| 16                | 36 | Lindsey Van                | Estados Unidos  | 89.0                   | 90.6            | 24                | 93.5                      | 107.8              | 8                    | 198.4          |
| 17                | 31 | Urša Bogataj               | Eslovenia       | 90.0                   | 96.3            | 18                | 92.0                      | 99.4               | 18                   | 195.7          |
| 18                | 38 | Katja Požun                | Eslovenia       | 91.0                   | 95.6            | 20                | 90.5                      | 99.4               | 18                   | 195.0          |
| 19                | 30 | Maja Vtič                  | Eslovenia       | 86.0                   | 88.1            | 26                | 94.5                      | 106.7              | 9                    | 194.8          |
| 20                | 29 | Yuki Ito                   | Japón           | 90.5                   | 95.5            | 22                | 91.0                      | 98.8               | 20                   | 194.3          |
| 21                | 18 | Svenja Würth               | Alemania        | 93.0                   | 100.9           | 11                | 89.0                      | 93.0               | 24                   | 193.9          |
| 22                | 20 | Misaki Shigeno             | Japón           | 91.0                   | 97.9            | 14                | 88.0                      | 93.2               | 23                   | 191.1          |
| 23                | 17 | Bigna Windmüller           | Suiza           | 89.5                   | 95.7            | 19                | 87.5                      | 93.9               | 22                   | 189.6          |
| 24                | 19 | Yurika Hirayama            | Japón           | 90.5                   | 96.6            | 17                | 86.5                      | 91.4               | 25                   | 188.0          |
| 25                | 23 | Maren Lundby               | Noruega         | 85.5                   | 86.4            | 27                | 92.5                      | 101.3              | 16                   | 187.7          |
| 26                | 10 | Anastasiya Gladysheva      | Rusia           | 89.5                   | 89.4            | 25                | 88.5                      | 91.3               | 26                   | 180.7          |
| 27                | 22 | Wendy Vuik                 | Países Bajos    | 88.5                   | 93.2            | 23                | 85.5                      | 84.6               | 28                   | 177.8          |
| 28                | 12 | Michaela Doleželová        | República Checa | 85.0                   | 83.3            | 29                | 87.5                      | 88.5               | 27                   | 171.8          |
| 29                | 7  | Manuela Malsiner           | Italia          | 87.0                   | 81.9            | 30                | 87.0                      | 83.9               | 29                   | 165.8          |
| 30                | 5  | Chang Xinyue               | China           | 89.5                   | 85.1            | 28                | 83.5                      | 77.3               | 30                   | 162.4          |
| 31                | 9  | Roberta D'Agostina         | Italia          | 85.0                   | 81.5            | 31                |                           |                    |                      | 81.5           |
| 32                | 25 | Katharina Althaus          | Alemania        | 82.0                   | 80.4            | 32                |                           |                    |                      | 80.4           |
| 33                | 27 | Abby Hughes                | Estados Unidos  | 81.5                   | 80.2            | 33                |                           |                    |                      | 80.2           |
| 33                | 21 | Alexandra Pretorius        | Canadá          | 85.0                   | 80.2            | 33                |                           |                    |                      | 80.2           |
| 35                | 16 | Julia Clair                | Francia         | 82.0                   | 79.0            | 35                |                           |                    |                      | 79.0           |
| 36                | 4  | Katharina Keil             | Austria         | 85.0                   | 77.6            | 36                |                           |                    |                      | 77.6           |
| 37                | 32 | Line Jahr                  | Noruega         | 90.0                   | 72.0            | 37                |                           |                    |                      | 72.0           |
| 38                | 24 | Lea Lemare                 | Francia         | 84.0                   | 70.3            | 38                |                           |                    |                      | 70.3           |
| 39                | 2  | Vladěna Pustková           | República Checa | 79.0                   | 67.8            | 39                |                           |                    |                      | 67.8           |
| 40                | 8  | Liu Qi                     | China           | 80.0                   | 66.2            | 40                |                           |                    |                      | 66.2           |
| 41                | 15 | Taylor Henrich             | Canadá          | 67.0                   | 49.7            | 41                |                           |                    |                      | 49.7           |
| 42                | 1  | Li Xueyao                  | China           | 70.0                   | 44.2            | 42                |                           |                    |                      | 44.2           |
| 43                | 3  | Dana Vasilica Haralambie   | Rumania         | 67.5                   | 37.4            | 43                |                           |                    |                      | 37.4           |